# Canes-Venatici-I-Gruppe

Die Lage der Canes-Venatici-I-Gruppe innerhalb der Nachbarschaft der Lokalen Gruppe

Die Canes-Venatici-I-Gruppe, kurz CVn I, auch M94-Gruppe, ist eine Galaxiengruppe, die mit einer Entfernung von etwa 13 Mio. Lichtjahren zu den uns nächsten Ansammlungen von Galaxien außerhalb der Lokalen Gruppe zählt.  Wie die Lokale Gruppe und andere benachbarte Galaxiengruppen zählt sie zum Virgo-Superhaufen
Die Gruppe liegt am Himmel in den Sternbildern Jagdhunde, namensgebend von lat. Canes Venatici, und Haar der Berenike. Das hellste Mitglied, das sicher zu dieser Gruppe zählt, ist die 9,0mag helle Spiralgalaxie M 94. Die Mitgliedschaft der etwa gleich hellen, aber aufgrund deutlich größerer Entfernung absolut helleren Galaxie M 106 ist umstritten.
Untersuchungen der Dynamik der Gruppe weisen darauf hin, dass die Mitglieder der Gruppe durch die Gravitation nur schwach aneinander gebunden sind. Dies lässt sich aus der Tatsache folgern, dass die Radialgeschwindigkeiten der einzelnen Gruppenmitglieder der für die jeweilige Entfernung durch die Expansion des Universums zu erwartenden entspricht. Auch der Mangel an spheroidalen Zwerggalaxien in dieser Gruppe deutet auf die schwache Bindung ihrer Mitglieder hin.

## Mitglieder
Die folgende Tabelle listet die eindeutig identifizierten Mitglieder der Gruppe nach dem Nearby Galaxies Catalog, dem Lyons Groups of Galaxies Catalog (LGG), und den Listen, die aus dem  Nearby Optical Galaxy sample von  Giuricin et al. erstellt wurden.
| Name     | Typ        | α             | δ            | vr (km/s) | mV   |
| -------- | ---------- | ------------- | ------------ | --------- | ---- |
| IC 3687  | IAB(s)m    | 12h 42m 15,1s | +38° 30′ 12″ | 354 ± 1   | 13,7 |
| IC 4182  | SA(s)m     | 13h 05m 49,5s | +37° 36′ 18″ | 321 ± 1   | 13,0 |
| M94      | (R)SA(r)ab | 12h 50m 53,0s | +41° 07′ 14″ | 308 ± 1   | 9,0  |
| NGC 4144 | SAB(s)cd   | 12h 09m 58,6s | +46° 27′ 26″ | 265 ± 1   | 12,1 |
| NGC 4190 | Im pec     | 12h 13m 44,8s | +36° 38′ 03″ | 228 ± 1   | 13,4 |
| NGC 4214 | IAB(s)m    | 12h 15m 39,2s | +36° 19′ 37″ | 291 ± 3   | 10,2 |
| NGC 4244 | SA(s)cd    | 12h 17m 29,6s | +37° 48′ 26″ | 244 ± 0   | 10,9 |
| NGC 4395 | SA(s)m     | 12h 25m 48,9s | +33° 32′ 48″ | 319 ± 1   | 10,6 |
| NGC 4449 | IBm        | 12h 28m 11,9s | +44° 05′ 40″ | 207 ± 4   | 10,0 |
| UGC 6817 | Im         | 11h 50m 53,0s | +38° 52′ 49″ | 242 ± 1   | 13,4 |
| UGC 7559 | IBm        | 12h 27m 05.2s | +37° 08′ 33″ | 218 ± ,   | 14,2 |
| UGC 7577 | Im         | 12h 27m 40,9s | +43° 29′ 44″ | 195 ± 0   | 12,8 |
| UGC 7698 | Im         | 12h 32m 54,4s | +31° 32′ 28″ | 331 ± 1   | 13,0 |
| UGC 8320 | IBm        | 13h 14m 27,9s | +45° 55′ 09″ | 192 ± 1   | 12,7 |

Zusätzlich werden teils noch NGC 4105 und UGC 8331 als Gruppenmitglieder gezählt. Wie oben bereits erwähnt, ist die Gruppenmitgliedschaft von M 106 fraglich.